# Eriksberg, Uppsala
Eriksberg är en stadsdel i Uppsala som ligger ca 3-4 km väster om centrum, intill Hågadalen-Nåstens naturreservat, Stadsskogen och Ekebydalen. 

## Området
Bebyggelsen består av flerfamiljshus, både låghus och höghus, bostadsrätter och hyresrätter, samt ett villaområde. Butiker och samhällsservice finns samlade vid eller i anslutning till Västertorg. Här finns vårdcentral med BVC, folktandvård, apotek, två matbutiker, tobaksaffär, frisör samt restaurang. En högstadieskola som även inrymde ett bibliotek byggdes redan på 1930-talet, och stängdes 2024. Det finns också ett låg- och mellanstadium, Hågadalsskolan. När det gäller kommunikationer så är busslinje 2 den primära bussen som åker sträckan Gamla Uppsala - City - Håga via Eriksberg.

## Historia
Eriksberg präglas av bebyggelse i olika skalor och från olika tidsepoker. Stadsdelens äldsta bebyggelse är egnahemsområdet i Ekeby som uppfördes med början 1922. På 1940-talet kom sedan trevåningshusen i Sommarro och Lassebygärde. Väster om Ekeby egna hem växte fortsättningen av Eriksberg fram under 50- och 60-talet. Det blev Uppsalas första höghusområde enligt den modernistiska principen "hus-i-park". Den tidens anda uttrycktes genom tydliga grannskapsenheter placerade runt ett stadsdelscentrum med torg och skolor. 1960 invigdes Västertorg och innehöll då landets största Konsumbutik. Förtätningar med mindre bebyggelsetillskott har sedan skett under de efterföljande decennierna vid olika tidpunkter, bland annat i form enstaka flerbostadshus, äldreboenden och en vårdcentral.

## Framtida utveckling
I början av 2015 beslutade Uppsala kommun att arbeta fram ett planprogram för Eriksberg och Ekebydalen. Planprogrammet syftar till att visa hur Eriksberg kan utvecklas vad gäller ny bebyggelse, parker, platser och gator samt hur offentlig service, som exempelvis förskolor, ska kunna säkerställas. Även Ekebydalen ska utvecklas för idrotts- och rekreationsändamål. Innehållet i programmet kommer att fungera som vägledning för kommande detaljplanering inom Eriksberg.
I november 2017 beslutade plan- och byggnadsnämnden att godkänna förslaget till ett planprogram för Eriksberg och Ekebydalen.

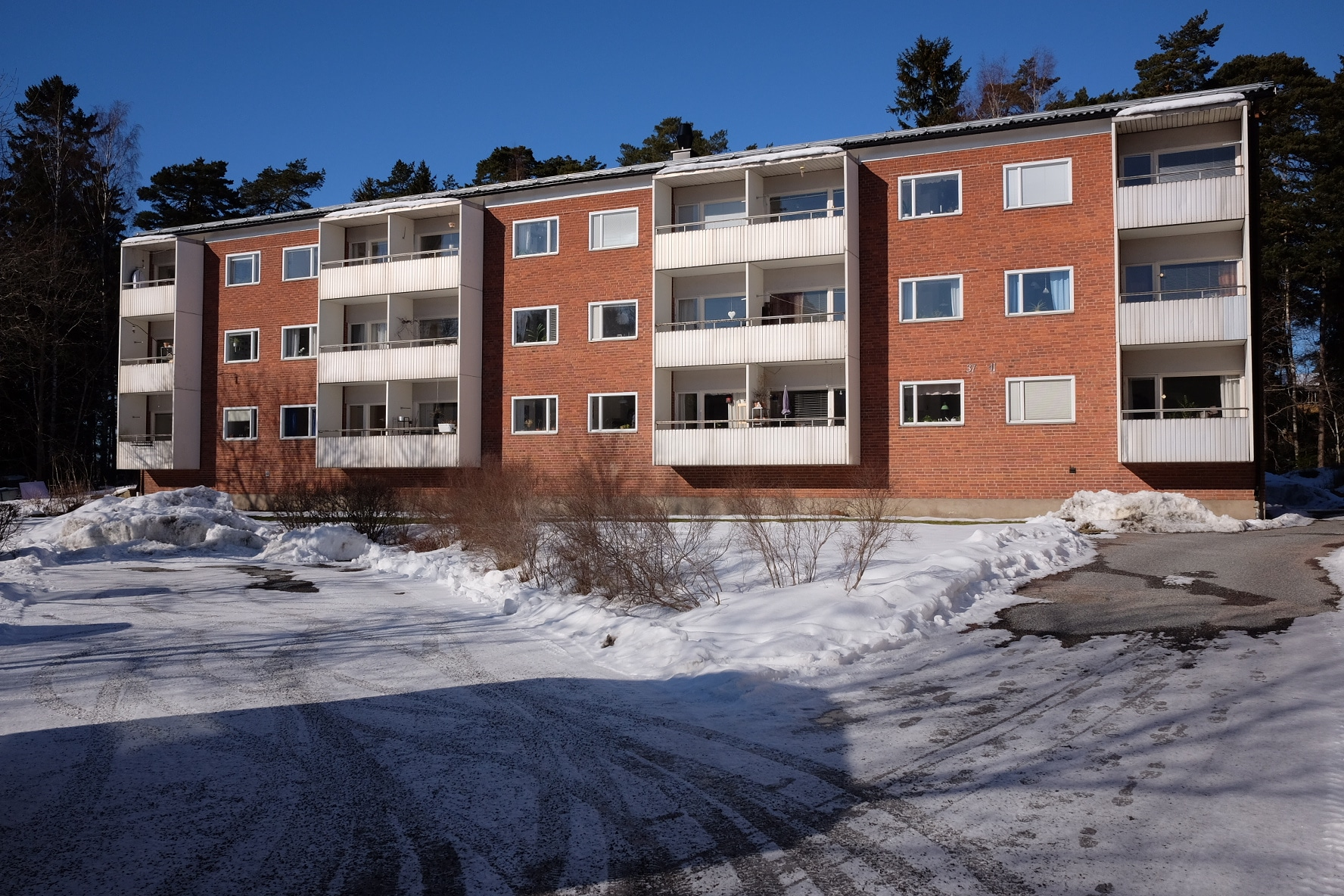
Ett lägenhetshus på Blodstensvägen i Eriksberg i mars 2018